# بابت پیتر
بابت پیتر (آلمانی: Babett Peter؛ زادهٔ ۱۲ مهٔ ۱۹۸۸) یک بازیکن زن فوتبال اهل آلمان است. 
از باشگاه‌هایی که در آن بازی کرده‌است می‌توان به اف.اف.سی فرانکفورت و اف.اف.سی توربین پوتسدام اشاره کرد.
وی همچنین در تیم ملی فوتبال زنان آلمان بازی کرده‌است.